# Denis Diderots Russlandreise von 1773 bis 1774

Die Reise (als weitgehend idealisierte Reiseroute) von Denis Diderot 1773–1774. Er war damit insgesamt 497 Tage unterwegs. Die Entfernung beträgt etwa 3500 km:
zeigt die Hinfahrt (11. Juni – 8. Oktober 1773), stellt die Rückreise dar (5. März – 21. Oktober 1774).

Die Russlandreise von Denis Diderot fand zwischen Juni 1773 und Oktober 1774 statt. Zwar hatte die Zarin Katharina II. (russisch Екатерина II Алексеевна Великая) Denis Diderot schon im Jahr 1762 nach Russland eingeladen, damit er dort die Enzyklopädie vollenden würde. Diderot hatte abgesagt, war aber mit dem General und Schulreformer Iwan Iwanowitsch Bezkoi in Verbindung geblieben, um eventuell später eine zweite, redigierte Ausgabe der Enzyklopädie in Russland zu veröffentlichen. In Sankt Petersburg verbrachte er bezogen auf die Gesamtreisezeit von 497 Tagen nur 30 % der Zeit. Da er sich in den Herbst- und Wintermonaten dort aufhielt, konnte er die Weißen Nächte in den Monaten Juni bis Juli nicht miterleben. Hingegen hielt er sich in Den Haag während 52 % der Zeit seiner Abwesenheit von Paris auf (13 % auf der Hinfahrt nach Sankt Petersburg und 39 % auf der Rückfahrt) und blieb damit dort am längsten.
Diderot führte ein weitgehend stationäres Leben in Paris. Er reiste wiederholt nach Langres zu seinem Vater Didier Diderot. Bei einem Kuraufenthalt im August 1770 im Thermalbad in Bourbonne-les-Bains traf er seine Freundin Jeanne-Catherine Quinault und deren Tochter, Mme de Pruneveaux. Es sind keine weiteren Reisen Diderots belegt.
Als Diderot 1773 nach Russland aufbrach, war die Enzyklopädie fertiggestellt, seine Tochter Marie-Angélique Diderot (1753–1824) verheiratet und er seiner Mäzenin Katharina zu Dank verpflichtet. Diderot reiste in der Zeit des 5. Russisch-Türkischen Krieges, der von 1768 bis 1774 geführt wurde und mit dem die südliche Ukraine, der Nordkaukasus und die Krim unter die Herrschaft Russlands gebracht wurden. Innenpolitisch nennenswert ist der Erlass des Toleranzedikts vom 17. Juni 1773, in dem die Zarin die Duldung aller religiösen Bekenntnisse versprach. Aber es gab zu diesem Zeitpunkt auch massive soziale Unruhen, die ihren Ausdruck zum Beispiel im Pugatschow-Aufstand (1773–1775) fanden.

## Voraussetzungen für die Reise
Immer wichtiger waren die obligatorischen Reisen der Mitglieder des europäischen Adels zur Mitte des 18. Jahrhunderts hin geworden, später brach auch das gehobene Bürgertum zu dieser Form der Bildungsreise auf. Durch Mitteleuropa, Italien, Spanien und auch ins Heilige Land führten deren Wege. Diese Reisen erlebten einen erheblichen Aufschwung. Im Zuge der Aufklärung nahm das Interesse an fremden Kulturen und Menschen, deren Lebensbedingungen und Umgebung weiter zu. Außerdem wurde das Reisefieber durch Berichte von Weltreisen und Reiseliteratur geweckt.
Schon bald nach Inthronisation zur Zarin am 9. Juli 1762, ließ Katharina II. Denis Diderot wissen, dass sie die seit dem Jahre 1751 erstmals und im Verlauf mit vielen Schwierigkeiten publizierte Enzyklopädie auch in Riga oder Sankt Petersburg erscheinen lassen könne. Ihr Ansinnen aber lehnte Diderot – wenn auch wohlwollend und dankbar – ab, da er vertraglich an seinen Verleger gebunden war.
Hingegen erschienen einige Übertragungen der Enzyklopädie ins Russische ab dem Jahre 1767, also zwei Jahre nach Fertigstellung der französischen Ausgabe.
Diderot und seine Familie hatten fast 20 Jahre von den Zuwendungen der Verleger und Buchhändler gelebt, Rechte auf Tantiemen besaß er nicht. So kamen nur regelmäßige Einnahmen aus dem väterlichen Erbe in Langres.
Friedrich Melchior Grimm rettete Diderots finanzielle Situation durch den gemeinsam mit Dmitri Alexejewitsch Golizyn (russisch Князь Дмитрий Алексеевич Голицын) vermittelten Verkauf der Diderotschen Bibliothek am 16. März 1765 an Katharina II. von Russland – sie wurde zwei Jahre nach dessen Tod im Jahre 1786 nach Sankt Petersburg transportiert – für 16.000 Livre. Da die Bibliothek auf 13.000 Livre geschätzt worden war, zahlte ihm die Zarin 1000 Livre mehr als gefordert. Darüber hinaus erhielt Diderot eine feste Anstellung als Bibliothekar seiner eigenen Bibliothek so, dass er für fünfzig Jahre im Voraus mit jährlich 1000 Livre bezahlt wurde.
Nach dem Kauf der Diderotschen Bibliothek zu seinen Lebzeiten durch die Zarin kamen beide in regen postalischen Kontakt. Diderot wird nun zum kaiserlichen Kunstagenten und im Jahre 1767 zum Mitglied der Russischen Kaiserlichen Kunstakademie ernannt.
Aber auch Diderot nutzte seine Kontakte nach Russland, so protegierte er etwa den Historiker Pierre-Charles Levesque, der an der Seekadettenschule in Sankt Petersburg, (russisch Морской кадетский корпус) seine Professur von 1773 bis 1780 ausübte.
Am 5. April 1772 starb die Mutter seiner Freundin Sophie Volland, welches seinen Gram, so in den Briefen zu lesen, weiter vertiefte. Am 9. September 1772, einem Mittwoch, heiratete seine einzige Tochter Marie-Angélique den Industriellen Abel François Nicolas Caroillon de Vandeul, zu der, aber auch zu deren zukünftigen Familie er enge Beziehungen pflegte, nicht zuletzt um seine Einsamkeit zu mindern.
Die Reiseabsichten zur Zarin blieben den Vertretern der herrschenden Administration im Frankreich des Ludwig XVI. nicht verborgen, so übermittelte etwa der Außenminister des Ancien Régime Manuel Armando de Vignerot du Plessis an den gerade bestimmten und von 1772 bis 1775 amtierenden französischen Botschafter in Sankt Petersburg François-Michel Durand de Distroff (1714–1778) ein negatives Bild über Denis Diderot.

## Der Reiseverlauf
Am Freitag, 11. Juni 1773 verließ Diderot Paris über die vorhandenen Postkurse mit einer Postkutsche zu seiner einzigen längeren Reise mit dem Ziel Sankt Petersburg (russisch Санкт-Петербург). Betrachtet man den Reiseverlauf, so werden Orte in den Österreichischen Niederlanden, der Republik der Sieben Vereinigten Provinzen, im Königreich Preußen, im Herzogtum Kurland und Semgallen sowohl bei der Hin- als auch bei der Rückreise zweimal aufgesucht, hingegen wurden die Reisewege im Heiligen Römischen Reich verschieden gewählt.

Die Prinzessin Sophie Auguste Friederike von Anhalt-Zerbst und spätere Zarin Katharina II. von Russland um das Jahr 1780

Im 18. Jahrhundert betrug die durchschnittliche Entfernung zwischen zwei Relaisstationen 16 Kilometer.
| Verkehrsmittel         | ungefähre Geschwindigkeiten | Entfernung                |
| ---------------------- | --------------------------- | ------------------------- |
| Marsch zu Fuß          | 5–6 km/h                    | 25–30 km pro Tag          |
| Pferd                  | 6–10 km/h                   | 35–55 (bis 80) km pro Tag |
| Kutsche (um 1700)      | ca. 2 km/h                  | 20–30 km pro Tag          |
| Kutsche (um 1800)      | ca. 3–7 km/h                | 30–80 km pro Tag          |
| Schiff (Segel) zur See | ca. 18 km/h                 | ca. 400 km pro Tag        |

### Der erste Aufenthalt in der Republik der Sieben Vereinigten Provinzen und die Hinreise nach Sankt Petersburg

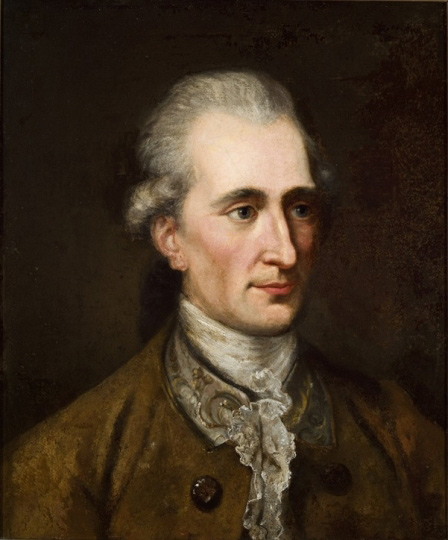
Friedrich Heinrich Jacobi, Gemälde von Johann Friedrich Eich, 1780, Gleimhaus Halberstadt

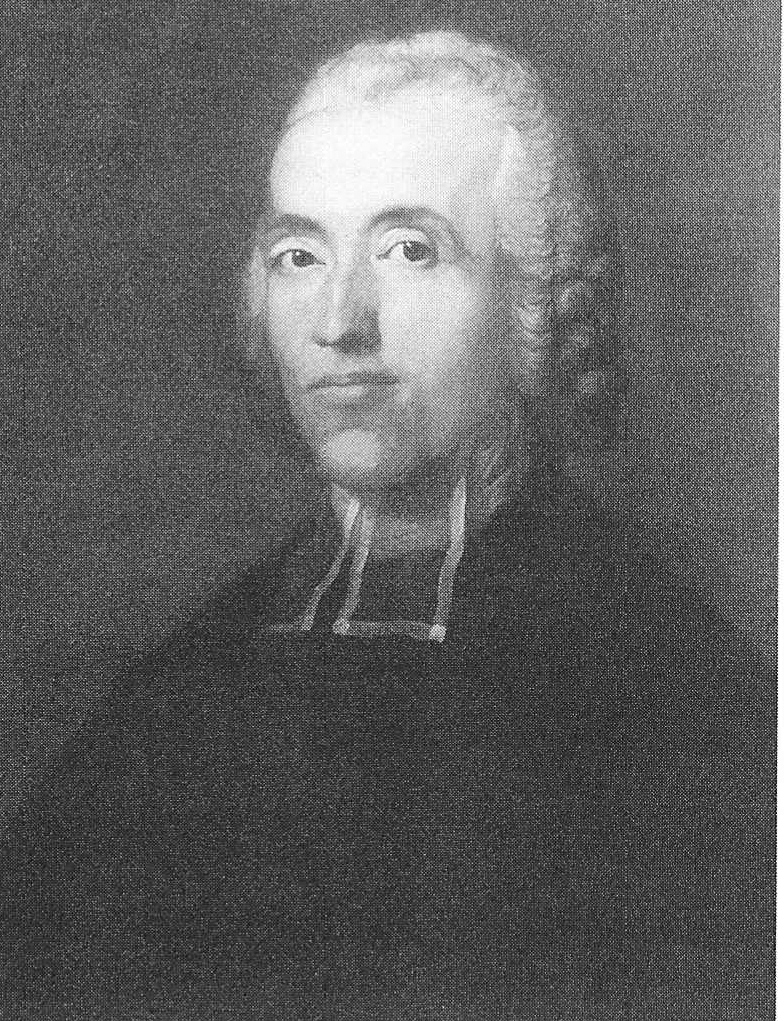
Georg Joachim Zollikofer im Jahre 1773 Denis Diderot traf ihn Anfang September 1773 in Leipzig

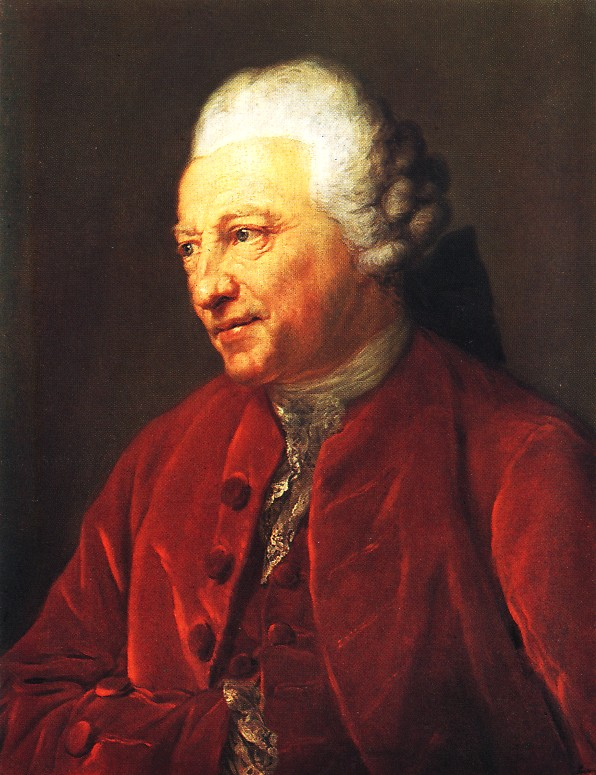
Christian Ludwig von Hagedorn im Jahre 1772, Denis Diderot traf ihn in Dresden.

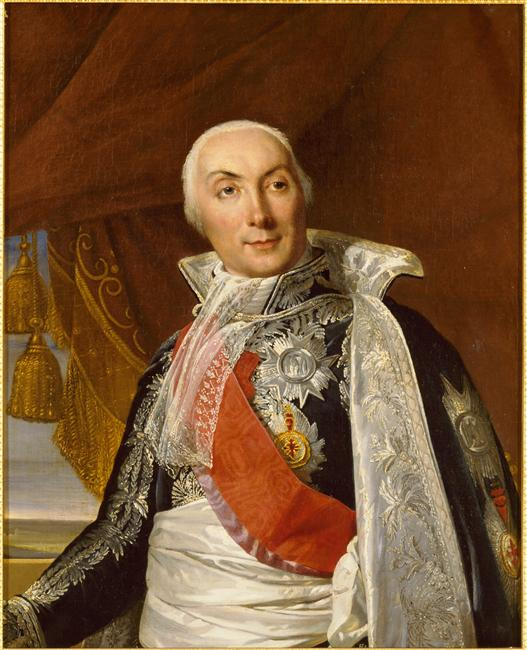
Louis-Philippe de Ségur

Die Reise – mit vielen Begegnungen unterwegs – ging zunächst über Den Haag in das Herzogtum Kleve, wo er seinen späteren Reisebegleiter Alexei Wassiljewitsch Naryschkin, (russisch Алексей Васильевич Нарышкин) traf.
In Den Haag wohnte er vom Dienstag, 15. Juni bis zum Freitag, 20. August 1773 bei dem russischen Botschafter Dmitri Alexejewitsch Fürst von Gallitzin und dessen Ehefrau Amalie von Gallitzin in der russischen Botschaft 22 Kneuterdijk.

Karte von Den Haag, La Haye mit Erklärung für die Nummern und Buchstaben auf der Karte. Von Iven Besoet (1720–1769) aus dem Jahre 1747.

Hier lernte er den niederländischen Philosophen François Hemsterhuis persönlich kennen und traf sich mit dem der Aufklärung verbundenen Verleger Marc-Michel Rey.
François Hemsterhuis schrieb im Jahre 1772 in französischer Sprache Lettre sur l’homme et ses rapports. Der Autor übergab Diderot eine handschriftliche Kopie seines Werkes zum Lesen und Korrigieren seines französischen Textes. Diderot las das Werk nicht nur gründlich, er fügte insgesamt 364 verschachtelte Kommentare als Marginalien an, woraus dann die Observations sur la Lettre sur l’homme et ses rapports (1773) wurden. Aber auch die Schrift seines aufklärerischen Mitstreiters Claude-Adrien Helvétius De l’homme, de ses facultés intellectuelles et de son education (1772) forderten ihn zu einer Antwort heraus, so begann er in den Den Haag mit seiner La réfutation d’Helvétius (1774).

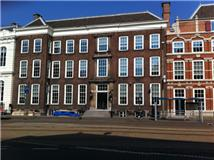
Kneuterdijk 22 Raad van State. Siehe auf der obigen Karte von Iven Besoet in der Nähe von Nummer „14“

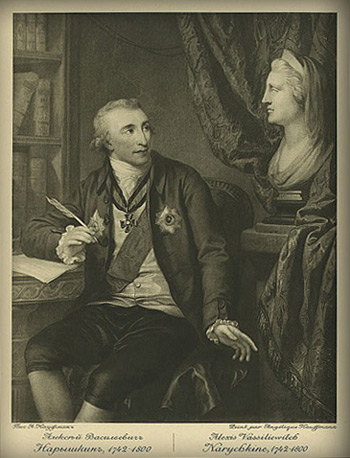
Kupferstich mit der Darstellung von Alexei Wassiljewitsch Naryschkin

Während seines ersten Aufenthaltes in Den Haag besuchte Diderot die Städte Scheveningen, Leiden, Haarlem, Amsterdam, Delft, Zaandam und Utrecht.
Zwei Tage nach seiner Ankunft fuhr er mit seinen Gastgebern in die südholländische Universitätsstadt Leyden, wo er einige Hochschullehrer der dortigen Universität kennenlernte.
Mit der vielseitigen Persönlichkeit, dem Philosophen, Gelehrten, Ökonom, Politiker und Geschäftsmann Isaac de Pinto traf er mehrfach zusammen.
Nach krankheitsbedingter Pause fuhr Diderot weiter über Mülhausen (Grefrath) nach Düsseldorf, wo er die Galerie électorale besuchte. In der Nähe von Düsseldorf traf er mit Friedrich Heinrich Jacobi auf dessen Gut in Pempelfort zusammen, was Johann Wolfgang von Goethe in seiner Kampagne in Frankreich (1822) erwähnte, zumal er 1774 ebenfalls auf dem Gut verweilte. Man nimmt an, dass u. a. Baruch de Spinoza, dessen naturalistische Position bei Diderot einen Verteidiger fand, von Jacobi abgelehnt wurde. Jacobi kannte Diderots Pensées philosophiques (1746), die er schon seit dem Jahre 1766 gelesen und mit großem Interesse aufgenommen hatte.
Nunmehr folgte als Reiseweg Duisburg, Hamm, Paderborn, Kassel (am 2. September 1773) und schließlich erreichte Diderot das Kurfürstentum Sachsen.
In Leipzig (13. September 1773), wo Diderot den schweizerisch-deutschen Theologen und Kirchenliederdichter Georg Joachim Zollikofer traf, hielt er einen Vortrag vor einem handverlesenen Publikum über den Atheismus. Dann ging es weiter nach Dresden (14. September 1773). Dort begegnete er dem deutschen Kunsttheoretiker Christian Ludwig von Hagedorn und er besuchte den Zwinger.
Diderot mied die Nähe zu den preußischen Residenzen in Potsdam und Berlin trotz mehrfacher Einladung des preußischen Königs Friedrich des Großen, der sich als Anhänger der Aufklärung verstand und Voltaire 1750 zu sich nach Sanssouci geholt hatte. Die Reisegesellschaft fuhr nunmehr weiter nach Königsberg. Seine weiteren Eindrücke auf der Fahrt von Königsberg nach Memel durch die Kurische Nehrung beschrieb Diderot in dem Gedicht La Poste de Kœnigsberg à Memel.
Als Diderot Königsberg passierte, hatte Immanuel Kant seine erste feste Anstellung (von 1766 bis 1772) als Unterbibliothekar in der königlichen Schlossbibliothek im Königsberger Schloss gefunden. Vom Jahre 1770 an erhielt er in seiner Heimatstadt die angestrebte Stelle eines Professors für Logik und Metaphysik. Doch nahm Immanuel Kant nie schriftlichen Bezug auf die Werke von Diderot und so kam es auch zu keinem nachweislichen Treffen der beiden Philosophen, dem neunundvierzigjährigen Kant am Anfang seiner Bekanntheit und dem sechzigjährigen Diderot im Zenit seiner literarischen Karriere. In der Akademieausgabe von Immanuel Kants Gesammelten Werken herausgegeben von Gottfried Martin ist nur eine einzige Erwähnung über Diderot belegt. Die Bemerkung entstammte einem Brief von Johann Georg Hamann an Immanuel Kant aus dem Jahr 1759.
Johann Gottfried Herder war von 1762 bis 1764 Kantschüler. Im Mai 1769 reiste er nach Paris, wo er mit Denis Diderot zusammentraf. Doch Ende April 1771 war Herder auf Vermittlung des Kammerrats Westfeld in seine neue Stellung in der Residenzstadt der Grafschaft Schaumburg-Lippe, in Bückeburg angetreten, so dass er in Königsberg nicht mit Diderot zusammentreffen konnte.
Man hielt dann in den Städten Memel (Mittwoch 20. September 1773), Mitau und Riga (Dienstag 26. September 1773). In Riga hatte er ein amouröses Abenteuer mit einer Magd, zumindest wenn man seinen Ausführungen in der kleinen Erzählung La servante de l’auberge du «Pied Fourchu» (deutsch „Die Magd in der Herberge zum Bocksfuß“) glauben schenken darf. Über Narva ging es schließlich weiter, um am Freitag, dem 8. Oktober 1773, gewissermaßen die Zarensitze im Winterpalais an der Newabucht, beziehungsweise im Katharinenpalast im südlich von Sankt Petersburg liegendem Zarskoje Selo zu erreichen. Dort war man mit den Hochzeitsvorbereitungen von Wilhelmina Luisa von Hessen-Darmstadt und Paul I. beschäftigt.

### Sein Aufenthalt in Sankt Petersburg
Als Diderot die Newabucht erreichte, hatte er auf seiner letzten Etappe bis Sankt Petersburg an kolikartigen, dysenterischen Beschwerden gelitten, geschwächt traf er also am Zarensitz ein. Sein Reisebegleiter Alexei Wassiljewitsch Naryschkin litt unter starken Zahnschmerzen. Die Ankunft in Sankt Petersburg begann mit einer Enttäuschung, denn er fand nicht wie geplant Unterkunft bei seinem früheren Protegé, dem schweizerisch-französischen Bildhauer Etienne-Maurice Falconet. Diesem zufolge war seine Unterkunft durch seinen Sohn Pierre-Étienne Falconet (1741–1791) belegt gewesen, den Ehemann von Marie-Anne Collot, der drei Wochen zuvor aus London angereist war. Auch wurde er durch seinen Protegé kühl und distanziert empfangen, so dass Diderot enttäuscht in einem Brief an Naryschkin um eine Bleibe bat.
Als Diderot in Sankt Petersburg eintraf, war es Herbst und der Winter stand bevor. Die Temperaturen lassen in Sankt Petersburg ab dem Monat Oktober schon deutlich nach und gegen Ende des Monats kann erster Frost auftreten. Im Winter ist das Wetter sehr wechselhaft und mäßig kalt. So wechseln sich kalte Phasen mit durchschnittlich −12 °C, und gelegentlich auch tieferen Temperaturen von −25 °C bis −30 °C ab. Im Frühling fallen die Temperaturen dann aber häufig nicht mehr unter 0 °C.
So kam Diderot zunächst bei Naryschkin und dessen älteren Bruder Semjon (1731–1807) unter. Dort hütete er zunächst noch das Bett.
Als Vertreterin des aufgeklärten Absolutismus versprach sich die Zarin von Diderot Anregungen für ihre Reformpolitik. Sie hatte bereits mit Voltaire korrespondiert und sich gerade den französischen aufklärerischen Denkern als nahestehend empfohlen, seit sie 1767 ihre umfangreiche Große Instruktion (russisch Наказ) über Rechtsgrundsätze für die russische Gesetzbuch-Kommission veröffentlicht hatte, in der sie sich insbesondere an die Schriften Montesquieus sehr stark angelehnt hatte. Aufgabe der neu gebildeten Kommission war, ein System einheitlicher Rechtsprechung für das gesamte Russische Reich zu schaffen.
Von Freitag den 15. Oktober 1773 an wurde Diderot von der Zarin – mitunter dreimal pro Woche und mehr – zu regelmäßigen Audienzen empfangen. Wahrscheinlich nach dem 15. Oktober 1773 sah er die Zarin für eine gewisse Zeit täglich. Diderot fehlte die Erfahrung der sozialen Dynamiken, wie sie für die höfischen Gemeinschaften typisch waren, auch fehlte ihm offensichtlich eine prätentiöse Art im Umgang mit den höfischen Repräsentanten und so fand sein Umgang mit der Zarin auch Kritiker. Friedrich Melchior Grimm, er verweilte zur gleichen Zeit in Sankt Petersburg und war in den Hochzeitsvorbereitungen des Zarewitsch Paul involviert, auch sein Freund aus früheren Tagen, äußerte sich abfällig über seine unkomplizierte Art im Umgang mit den Herrschenden. Zuvor war Grimm 1773 zu Ludwig I. von Hessen-Darmstadt nach Berlin gereist, wo die Schwester des späteren Großherzog Friederike Luise geheiratet hatte. Grimm traf Heinrich von Preußen in Rheinsberg. Dann fuhren sie mit Wilhelmina Luisa von Hessen-Darmstadt nach Sankt Petersburg zur Hochzeit des Zarewitsch. Karoline von Hessen-Darmstadt schenkte Grimm ein Baronat, mit dessen Einkünften und so stieg er zum Freiherr (Reichsadel 1772, Reichsfreiherr 1777) auf. Auch Grimm hatte direkten Umgang mit der Zarin, so spielte er gerne Schach und Karten mit Katharina.
Die zentrale Idee aus dem Reformwerk von Katharina II. war es, nicht den individuellen, russischen Untertanen ins Zentrum der Reformen zu setzen, sondern über den Begriff des russischen Vaterlandes, (russisch отечество), welches die höchste Stufe der Wohlfahrt (russisch благополучие) und Glückseligkeit (russisch  блаженство) darstellen sollte, ein zufriedenes Leben für alle gemeinschaftlich zu erreichen. Sie übernahm den Begriff der „Glückseligkeit des Staates“ aus den Texten von Johann Heinrich Gottlob von Justi, eine Staatsidee einer gemeinschaftlichen, geordneten und glückseligen Gesellschaft, die sich der Wohlfahrt als Ganzes verpflichtet sah. Diderot hingegen setzte dem eine individualistische Position, nämlich den sich durch die Aufklärung „befreienden“ und herausbildenden Bürger bzw. Bürgertum entgegen.
Diderot hatte während seines Aufenthaltes kaum Gelegenheit, die Verhältnisse im Zarenreich genau und direkt kennenzulernen, so dass seine Empfehlungen gemeinhin abstrakt bleiben mussten. Den Inhalt seiner Gespräche mit der Zarin legte er in den Entretiens avec Catherine II nieder. Er unterstützte etwa das Bemühen um eine einheitliche Rechtsprechung, kritisierte aber nachdrücklich die autokratische, absolutistische Monarchie.
Zusammen mit der Zarin besuchte er das Smolny-Kloster. Auch lernte er die erste französische Buchhändlerin im Zarenreich Marie-Claudine-Germaine Rozet († 1784) persönlich kennen. Auf das Werk von Denis Iwanowitsch Fonwisin, den Diderot in Sankt Petersburg traf, hatte er vermutlich nachhaltigen Einfluss.
Die Gespräche und Erfahrungen in Sankt Petersburg ließen Diderot später, besonders in seiner Auseinandersetzung mit der Großen Instruktion (Nakas) der Zarin, in der Schrift Observations sur l’instruction de l’impératrice de Russie deutlich von der in Gesetze gegossenen „monarchie pure“ abrücken, wie sie Katharina II. vorschwebte. Er propagierte Glück und Freiheit als Ziele aller Gesellschaften und als Aufgabe, der sich Herrscher wegbereitend zu stellen hätten. Er forderte die vollständige Beseitigung der Leibeigenschaft und ein Ende des kirchlichen politischen Machteinflusses. Im Nachgang erwartete Diderot, am Leitbild der Volkssouveränität orientiert, von der Kaiserin eine deutliche Selbstbeschränkung ihrer absoluten Macht.
Dies erfuhr die Zarin erst nach Diderots Tod. Vor seiner Abreise beauftragte sie ihn, einen Plan zur Reform des russischen Erziehungssystems zu entwickeln, um die Ideen der französischen Aufklärung im Zarenreich zu verbreiten. In seiner daraufhin entstandenen Abhandlung Ein Plan des gesamten Schulwesens für die russische Regierung oder einer öffentlichen Erziehung in allen Wissenschafte (Plan d’une université pour le gouvernement de Russie ou d’une éducation publique dans toutes les sciences) forderte er etwa, die akademische Ausbildung dürfe sich nicht einzig an der unmittelbaren Verwendbarkeit durch die Krone oder an der Staatsräson orientieren. Friedrich Melchior Grimm brachte die Abhandlung nach Russland.
Gegenüber Louis-Philippe de Ségur, dem französischen Gesandten in Sankt Petersburg von 1783 bis 1789, äußerte die Zarin sinngemäß später: „Hätte sie alle Ideen und Vorstellungen Diderots in das politische Handeln einfließen lassen, wäre das gesamte Zarenreich auf den Kopf gestellt worden. Und sie sagte Diderot zum Ende seines Aufenthaltes in Russland, dass sie mit größtem Vergnügen seine brillanten Ausführungen hörte, dass sie aber im Unterschied zu ihm nicht mit Papier, sondern mit Menschen arbeite.“
Als man sich am 25. Oktober 1773 in der Russischen Akademie der Wissenschaften zu einer Sitzung traf, wurde unter der Leitung des Präsidenten Wladimir Grigorjewitsch Orlow (russisch Владимир Григорьевич Орлов) (1743–1831) auch die durch die Kaiserin gewünschte Aufnahme von Diderot und Grimm in die Akademie diskutiert. Ein Wunsch, dem die Teilnehmer nur unwillig nachkommen sollten, man sah in Diderot einen materialistischen und antireligiösen Philosophen. Orlow stand, entgegen dem allgemeinen Strom, der aktuellen französischen Philosophie im 18. Jahrhundert ausgesprochen skeptisch gegenüber.
Am 1. November 1773 wurde Diderot zusammen mit Friedrich Melchior Grimm auf explizite Order der Zarin hin als membre étranger in die Russische Akademie der Wissenschaften aufgenommen. Die anwesenden Akademiker zeigten hierüber „eine sehr gedämpfte Begeisterung“. Diderot legte der Akademie einen Katalog mit 24 Fragen zur Naturgeschichte Sibiriens vor. Diese Fragen bezogen sich etwa auf Erzvorkommen, Salzseen, Gebirge oder auch gegorene, alkoholische Stutenmilch. Erik Gustavovich Laxmann war beauftragt, sie zu beantworten.
Im Verlauf seines Aufenthaltes in Sankt Petersburg bemühte Diderot sich, die russische Sprache zu erlernen. Er wurde oft in die Paläste der russischen Aristokraten eingeladen. Der russische Maler Dmitri Grigorjewitsch Lewizki porträtierte Diderot 1773. Der schwedische Botschafter Johan Fredrik von Nolcken, der in der Zeit von 1773 bis 1788 am Zarenhof akkreditiert war und Diderot oft traf, versuchte erfolglos ihn davon zu überzeugen, über Stockholm zurückzureisen. Der eilig nach Sankt Petersburg beorderte Graf Johann Eustach von Görtz legte – noch vor seiner Frankreichreise zwischen November 1774 und Mai 1775 – Diderot das Angebot Friedrich II. vor, über Potsdam und Sanssouci zurückzureisen.
Bei einem ihrer letzten Treffen wurde Diderot von Katharina II. gefragt, ob sie etwas für ihn tun könne. Er bat um die Rückerstattung seiner Reisekosten von 1500 Rubel, welche sie ihm mit 3000 Rubel beglich, einige kleine Andenken an seinen Aufenthalt und darum, ihm in Zeiten der Not in Frankreich Asyl und Schutz zu gewähren.

### Die Rückreise nach Paris und sein zweiter Aufenthalt in Den Haag
Am Samstag den 5. März 1774 gegen vier Uhr nachmittags begann die Rückreise mit der Postkutsche. Athanasius Bala, Grieche in russisch-kaiserlichem Dienste, begleitete ihn. Bala war im niederen diplomatischen Dienst tätig und als Sekretär der russischen Delegation bei den Waffenstillstandsverhandlungen (Russisch-Osmanische Krieg von 1768 bis 1774 (auch 5. Russischer Türkenkrieg)) in Foksiany einer kleinen Stadt in Moldawien im August 1772 beteiligt gewesen.
Bala wurde von Peter Camper gebeten für sein anatomisches Präparat noch die fehlenden Zähne und Mandibula eines kalmückischen Schädels mit nach Den Haag zu bringen, doch dieser lehnte den Transport auf Diderots Rückreise in die Republik der Sieben Vereinigten Provinzen ab.
Bis zur Ankunft in Hamburg hatten sie auf ihrer Reise durch das Baltikum und Ostpreußen mehrere Havarien mit ihren Kutschen und einen ernsthaften Unfall. Die Altstadt Rigas liegt am Unterlauf der Düna (lettisch: Daugava), bei der Überquerung des Flusses – die Eisdecke auf dem Fluss soll schon angetaut gewesen sein – wäre Diderot beinahe ertrunken. Er zog sich Blessuren an Arm und Schulter zu. Zu dem Vorfall schrieb Diderot das Gedicht Le trajet de la Dwina sur la glace. Die Reise führte sie weiter über Königsberg, Danzig, Stettin und Schwerin.
In Hamburg, er erreichte die Stadt am 29. März, traf Diderot mit großer Wahrscheinlichkeit nicht mit Carl Philipp Emanuel Bach zusammen, die Reisegruppe verließ die Hansestadt am 31. März. Ein Aufenthalt der der örtlichen Presse nicht entging, etwa den hamburgischen Addreß-Comtoirs-Nachrichten 32. Stück vom Donnerstag, den 31. März 1774. Sicher belegt aber sind zwei Briefe die Diderot an Bach verfasst hatte. Diderot und seine Begleiter gastierten im Hotel „Zur alten Stadt London“ welches im 18. Jahrhundert in der Großen Bergstrasse lag.
Man verließ Hamburg bei milden, wechselndem Wetter in Richtung Osnabrück (2. April 1774). Von dort ging weiter nach Den Haag, wo er am Dienstag den 5. April eintraf und dann einige Zeit verweilte. Am Samstag, dem 15. Oktober 1774, verließ Diderot Den Haag, um dann am Freitag, dem 21. Oktober 1774, wieder in Paris einzutreffen.
In Den Haag verbrachte er, wiederum zu Gast bei Dmitri Alexejewitsch Fürst von Gallitzin, insgesamt sechs Monate und 17 Tage. Noch im September begann Diderot mit den Arbeiten an den Entretien d’un philosophe avec la maréchale de ***, diese Unterhaltungen eines Philosophen mit der Marschallin, sie stehen für Diderot und die Zarin, lassen sich die Diskutanten über das Problem einer laizistischen Gesellschaft und einer, im positiven Sinne, gottlosen Moral aus. Er lernte in Den Haag den schwedischen Sprachwissenschaftler Jacob Jonas Björnståhl kennen. Hier verfasste er auch Briefe an seinen Freund Nicolas-Gabriel Clerc, einen Arzt, der sich vom Jahre 1759 bis 1777 in Russland aufhielt, um seine Eindrücke über den Zustand des katherinischen Russland zu reflektieren.
In seiner Abhandlung Essai sur la vie de Sénèque et sur les règnes de Claude et de Néron von 1778 verteidigte Diderot die Zarin gegen den Vorwurf, sie sei ähnlich der Iulia Agrippina, welche ihren Ehemann, den römischen Kaiser Claudius, ermordete, eine Gattenmörderin an Peter III. von Russland gewesen.